# Patryk Kun
Patryk Kun (Giżycko, 1995. április 20. –) lengyel korosztályos válogatott labdarúgó, a Legia Warszawa középpályása.

## Pályafutása

### Klubcsapatokban
Kun a lengyelországi Giżycko városában született. Az ifjúsági pályafutását a Koszałek Opałek Węgorzewo és a Vęgoria Węgorzewo csapatában kezdte, majd a Stomil Olsztyn akadémiájánál folytatta.
2012-ben mutatkozott be a Stomil Olsztyn felnőtt keretében. 2014-ben a Vęgoria Węgorzewo, majd 2015-ben a Rozwój Katowice szerződtette. A 2016–17-es szezonban a Stomil Olsztyn, míg a 2017–18-as szezonban az Arka Gdynia csapatát erősítette kölcsönben. 2018. július 1-jén szerződést kötött a másodosztályban szereplő Raków Częstochowa együttesével. Először a 2018. augusztus 18-ai, Chrobry Głogów ellen 1–0-ra megnyert mérkőzésen lépett pályára. Első gólját 2018. augusztus 22-én, a GKS Katowice ellen hazai pályán 2–0-ás győzelemmel zárult találkozón szerezte meg. A 2018–19-es idényben feljutottak az első osztályba. 2023. július 1-jén a Legia Warszawához írt alá.
2023. április 19-én hároméves szerződést írt alá Legia Warszawa csapatával.

### A válogatottban
Kun az U18-as és az U20-as korosztályú válogatottakban is képviselte Lengyelországot.

## Statisztikák
2023. május 2. szerint
| Klub              | Szezon   | Osztály     | Bajnokság | Bajnokság | Kupa és Ligakupa | Kupa és Ligakupa | Nemzetközi | Nemzetközi | Összesen | Összesen |
| Klub              | Szezon   | Osztály     | Meccs     | Gól       | Meccs            | Gól              | Meccs      | Gól        | Meccs    | Gól      |
| ----------------- | -------- | ----------- | --------- | --------- | ---------------- | ---------------- | ---------- | ---------- | -------- | -------- |
| Raków Częstochowa | 2018–19  | I Liga      | 30        | 1         | 4                | 0                | —          | —          | 34       | 1        |
| Raków Częstochowa | 2019–20  | Ekstraklasa | 21        | 0         | 0                | 0                | —          | —          | 21       | 0        |
| Raków Częstochowa | 2020–21  | Ekstraklasa | 29        | 1         | 6                | 0                | —          | —          | 35       | 1        |
| Raków Częstochowa | 2021–22  | Ekstraklasa | 30        | 1         | 6                | 0                | 6          | 0          | 42       | 1        |
| Raków Częstochowa | 2022–23  | Ekstraklasa | 22        | 2         | 6                | 0                | 6          | 0          | 34       | 2        |
| Raków Częstochowa | Összesen | Összesen    | 132       | 5         | 22               | 0                | 12         | 0          | 166      | 5        |
| Összesen          | Összesen | Összesen    | 132       | 5         | 22               | 0                | 12         | 0          | 166      | 5        |

## Sikerei, díjai
Arka Gdynia
- Lengyel Kupa
  - Döntős (1): 2017–18

- Lengyel Szuperkupa
  - Győztes (1): 2017

Raków Częstochowa
- I Liga
  - Feljutó (1): 2018–19

- Ekstraklasa
  - Bajnok (1): 2022–23
  - Ezüstérmes (2): 2020–21, 2021–22

- Lengyel Kupa
  - Győztes (2): 2020–21, 2021–22
  - Döntős (1): 2022–23

- Lengyel Szuperkupa
  - Győztes (2): 2021, 2022